# Presian I di Bulgaria
Presiano I (in bulgaro Пресиян?, Персиян, Пресиан) (... – 852) fu khan di Bulgaria dall'836 all'852.
Durante il suo dominio, la Bulgaria si estese considerevolmente in Macedonia.